# Bourne (Massachusetts)
Bourne è un comune degli Stati Uniti d'America facente parte della contea di Barnstable nello stato del Massachusetts. Il suo territorio è attraversato a nord dal Canale di Capo Cod.